# Georgia Institute of Technology
A Georgia Institute of Technology (röviden Georgia Tech) híres műszaki egyetem Atlantában, az Egyesült Államok Georgia államában. 1885. október 13-án alapították Georgia School of Technology néven. A Georgia Egyetemi Rendszer része, és az Egyesült Államok egyik legjobb mérnöki iskolájaként tartják számon az MIT, a California Institute of Technology és a Berkeley Egyetem mellett. A U.S. News & World Report 2016-ban a világ hetedik legjobb mérnöki iskolának minősítette, és tagja az Amerikai Egyetemek Szövetségének, amely a vezető kutatás-intenzív észak-amerikai egyetemek szövetsége. A legtöbb más amerikai főiskolával ellentétben a Georgia Tech diplomáit pl. Németországban is minden további vizsga nélkül elismerik.

## Kampuszai

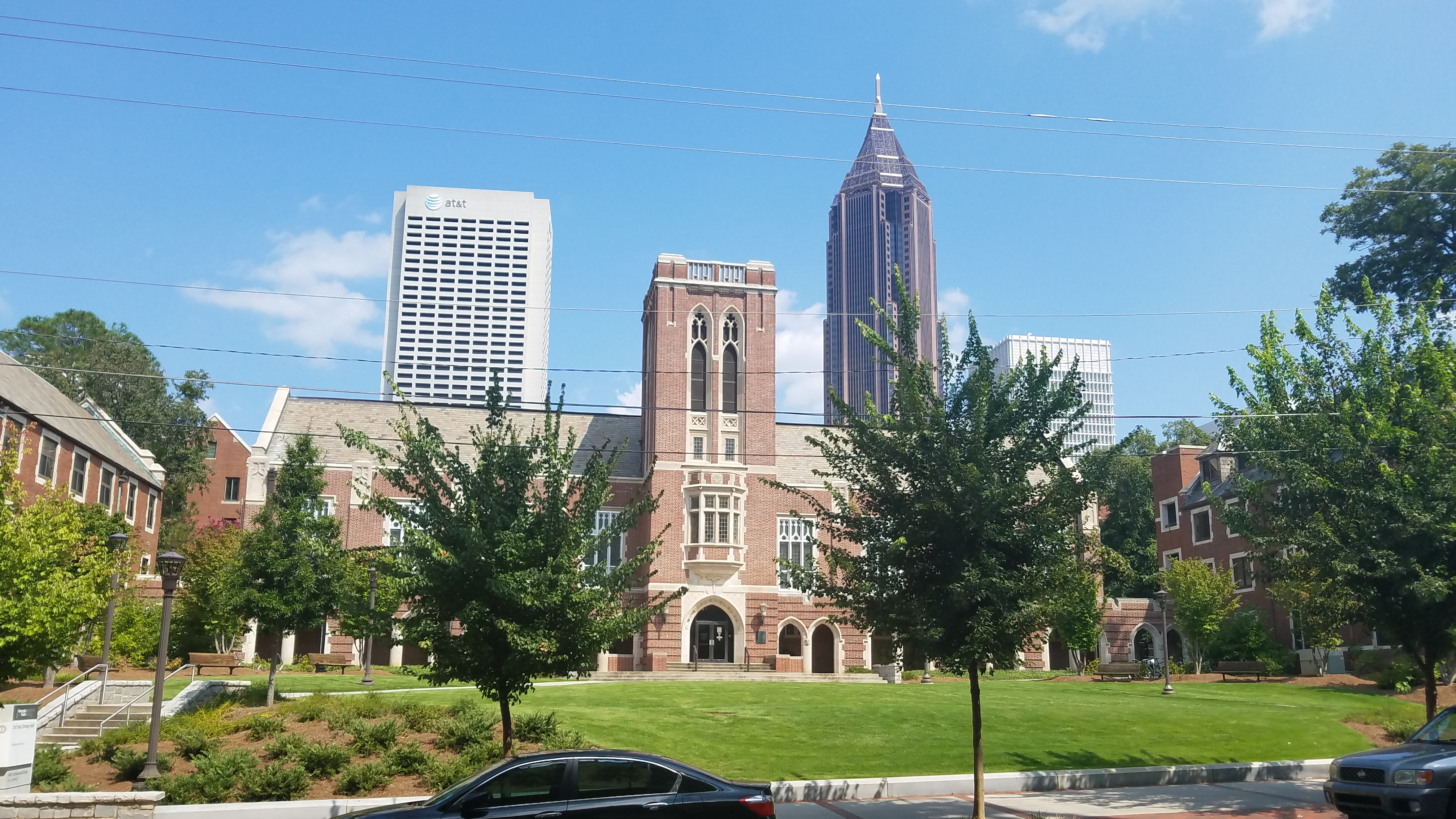
A központi kampusz

Van egy fióktelepe a Technopôle Metzben, az Arts et Métiers ParisTech campus közelében, amellyel csere és együttműködés zajlik. Az amerikai campus az 1996-os atlantai nyári olimpiai játékok olimpiai falujaként működött. Jimmy Carter amerikai elnök néhány évre beiratkozott ide, de azután az Egyesült Államok Tengerészeti Akadémiáján végzett.

## Sport
Sportcsapata a Yellow Jackets. Az egyetem az Atlantic Coast Conference tagja. Az amerikaifutball-válogatott négyszer nyerte meg a főiskolai országos bajnokságot, legutóbb 1990-ben.

### Stadionjai
- Bobby Dodd Stadion – Egyetemi futballstadion
- Hank McCamish Pavilion – Egyetemi kosárlabdacsarnok

## Személyiségek

### Oktatók
- Gilda Barabino (* 1956), biomérnök
- Mary Jean Harrold (1947–2013), informatikus, egyetemi tanár
- Elsa Reichmanis (* 1953), vegyész, egyetemi oktató

### Végzettek
- Gil Amelio (* 1943), fizikus és menedzser
- Ash Avildsen (* 1981), zenész, zenei vállalkozó és filmrendező (abszolutóriammal, diploma nélkül)
- Chris Bosh (* 1984), kosárlabdázó
- Keith Brooking (* 1975), amerikai futballista
- Will Bynum (* 1983), kosárlabdázó
- Marco Coleman (* 1969) amerikai futballista
- Tony Daykin (* 1955) amerikai futballista
- Adam Gotsis (* 1992), amerikai futballista
- Joe Guyon (1892–1971), amerikai futballista
- Calvin Johnson (* 1985) amerikai futballista
- Matt Kuchar (* 1978), golfozó
- Andrea Lawrence (* 1946), informatikus, egyetemi oktató
- Mark G. Lawrence (* 1969), Földrendszer-kutató
- Stephon Marbury (* 1977), kosárlabda játékos
- Larry Morris (1933–2012), amerikai futballista
- Kary Mullis (1944–2019), 1993-ban kémiai Nobel-díjas
- Bill Paschal (1921–2003), amerikai futballista
- Mark Price (* 1964), kosárlabdázó
- Roman Reigns (* 1985), birkózó
- Billy Shaw (* 1938) amerikai futballista
- Iman Shumpert (* 1990), kosárlabdázó
- Pat Swilling (* 1964) amerikai futballista
- Demaryius Thomas (1987–2021), amerikai futballista
- Richard Truly (1937–2024), űrhajós és NASA-igazgató
- John Watts Young (1930–2018), űrhajós

## Fordítás
- Ez a szócikk részben vagy egészben  a   Georgia Institute of Technology című német Wikipédia-szócikk ezen változatának fordításán alapul.  Az eredeti cikk szerkesztőit annak laptörténete sorolja fel. Ez a jelzés csupán a megfogalmazás eredetét és a szerzői jogokat jelzi, nem szolgál a cikkben szereplő információk forrásmegjelöléseként.